# Иън Шектър
Иън Шектър (на английски: Ian Scheckter) е пилот от Формула 1. Роден е на 22 август 1947 година в Източен Лондон, ЮАР, участва в 20 състезания във Формула 1, като не успява да спечели точки. Състезава се за два различни отбора.